# Henk Aron
Henri Luis Aron (5. februara 1934 — 22. januar 2021), nadimak „Čekić” ili „zakucavajući Henk”, bio je američki igrač Glavne lige bejzbola (MLB), koji je služio kao seniorski vicepredsednik Atlanta brejvsa. On je igrao 21 sezonu za Milvoki/Atlanta brejvse u Nacionalnoj ligi (NL) i dve sezone za Milvoki brjuerse u Američkoj ligi (AL), od 1954. do 1976. Aron je držao MLB rekord za houm ranove karijere 33 godine, i još uvek drži nekoliko MLB rekorda. Svake godine od 1955. do 1973. on je udario 24 ili više houm ranova, i jedan je od samo dva igrača koja su imala 30 ili više houm ranova u sezoni bar petnaest puta. Godine 1999, Sportske novosti su rangirale Arona na petom mestu na spisku „100 najvećih igrača bejzbola”.
Aron je rođen i odrastao u okolini Mobila, Alabama. On je imao sedmoro braće i sestara, uključujući Tomija Arona koji je kasnije sa njim igrao u MLB-u. Nakratko se pojavio u Američkoj nigro ligi i u Nižoj ligi bejzbola pre nego što je započeo karijeru u glavnoj ligi.
Aron je igrao veliku većinu svojih MLB igara na desnom delu terena, mada se pojavio i na nekoliko drugih pozicija. U poslednje dve sezone, on je prvenstveno bio namenski udarač. Aron je imao status NL sve-zvezda tokom 20 sezona, i AL sve-zvezde u jednoj sezoni, od 1955. do 1975. Aron drži rekord po najvećem broju sezona kao sve-zvezda i najviše selekcija sve-zvezdanih igara (25),. On ima jednak plasman sa Vilijom Majsom i Stanom Mjuzialom za najviše odigranih sve-zvezdanih igara (24). On je bio osvajač Zlatnih rukavica u tri sezone. Godine 1957. bio je NL najvredniji igrač (MVP) kada su Milvoki Brejvsi pobedili na Svetskoj seriji. Osvojio je nagradu NL igrač meseca u maju 1958. i junu 1967. Aron drži MLB rekorde za najviše RBI trčanja u karijeri (2.297), udaranja ekstra baze (1.477), i ukupnih baza (6.856). Aron je takođe među prvih pet u pogledu udaranja u karijeri (3.771) i trčanja (2.174). On je jedan od samo četiri igrača koji ima najmanje sedamnaest sezona sa 150 ili više pogodaka. Aron je na drugom mestu u houm ranovima (755) i AB udarcima (12.364), a na trećem mestu po odigranim utakmicama (3.298). U vreme kada je otišao u penziju, Aron je držao većinu glavnih igračkih udaračkih rekorda karijere.
Od svog penzionisanja Aron je obavljao predstavničku uloge u uredu Atlanta Brejvsa. On je primljen u Nacionalnu dvoranu slavnih za bejzbol 1982. godine. MLB je 1999. godine uveo Henk Aronovu nagradu za odavanje priznanja najboljem ofanzivnom igraču svake lige. On je nagrađen Predsedničkom medaljom za slobodu 2002. godine. Džordžijsko istorijsko društvo je imenovalo Henka džordžijskim poverenikom 2010. godine, što je priznanje za postignuća koja odražavaju ideale osnivača Džordžije. Aron je živio u blizini Atlante.

## Napomene
1. ↑  MLB held two All-Star Games from 1959 through 1962

## Literatura
- Allen, Bob; Gilbert, Bill (1999). The 500 Home Run Club: From Aaron to Williams. Champaign, Illinois: Sports Publishing Inc. ISBN 978-1-58261-031-3.
- Anon (2014). „Henry Aaron 1954–1974”. Atlanta Braves. Архивирано из оригинала 4. 3. 2016. г. Приступљено 29. 10. 2014.
- Anon (2013). „For single seasons, From 1876 to 2008, (requiring HR≥30), sorted by greatest Seasons matching criteria”. baseball-references.com. USA TODAY Sports Digital Properties. Архивирано из оригинала 17. 01. 2013. г. Приступљено 1. 5. 2014.
- Anon (2013a). „For single seasons, From 1876 to 2008, (requiring H≥150), sorted by greatest Seasons matching criteria”. baseball-references.com. USA TODAY Sports Digital Properties. Архивирано из оригинала 18. 01. 2013. г. Приступљено 1. 5. 2014.
- Anon (2013b). „Hank Aaron Batting Stats”. baseball-references.com. USA TODAY Sports Digital Properties. Архивирано из оригинала 18. 4. 2014. г. Приступљено 1. 5. 2014.
- Anon (2013c). „Where Does Hank Aaron Live Today?”. Ask.com Answers. ask.com. Архивирано из оригинала 3. 3. 2011. г. Приступљено 1. 5. 2014.
- Anon (2013d). „Hank Aaron – Played In Negro League And Major League”. sports.jrank.org. Архивирано из оригинала 25. 01. 2011. г. Приступљено 20. 11. 2013.
- Anon (2013e). „Charles Schwab Super Bowl XXXVI ad feat. Hank Aaron & Barry Bonds – Retirement (2002)”. YouTube.com. Архивирано из оригинала 5. 5. 2014. г. Приступљено 5. 5. 2014.
- Anon (2013f). „Hank Aaron Stadium Info”. minorleaguebaseball.com. Milb.com. Архивирано из оригинала 13. 04. 2014. г. Приступљено 5. 5. 2014.
- Anon (2013g). „Sporting News' 100 Greatest Baseball Players”. amiannoying.com. escapeway.com. Приступљено 5. 5. 2014.
- Anon (2013h). „Major League Baseball All-Century Team”. baseballalmanac.com. Baseball Almanac. Архивирано из оригинала 30. 8. 2001. г. Приступљено 5. 5. 2014.
- Anon (2013i). „About Carson Park: Eau Claire, Wisconsin”. Eauclaireexpress.com. Архивирано из оригинала 07. 04. 2014. г. Приступљено 5. 5. 2014.
- Anon (2012). „Batters: Home Runs (Career)”. retrosheet.org. Архивирано из оригинала 14. 5. 2011. г. Приступљено 2. 5. 2014.
- Anon (2010). „Vin Scully's Call of Hank Aaron's 715th Home Run”. youtube.com. YouTube. Архивирано из оригинала 24. 7. 2013. г.
- Anon (2009). „Hank Aaron Timeline”. www.755homeruns.com. Архивирано из оригинала 20. 08. 2014. г. Приступљено 29. 10. 2014.
- „Hank Aaron Visits Negro League Museum”. Augusta Chronicle. Associated Press. 11. 7. 1999.
- „Aaron to throw out first pitch at All-Star Game”. Amarillo Globe News. Amarillo.com. Associated Press. 30. 6. 2000. Архивирано из оригинала 13. 4. 2014. г. Приступљено 5. 5. 2014.
- Bily, Cynthia A (2002) [1992].  Johnson, Rafer, ур. Great Athletes. 1 (Revised изд.). Salem Press. ISBN 978-1-58765-008-6.
- Braunstein, Arnie; Wolpin, Stewart (2006). „Hank Aaron”. BaseballLibrary.com. Архивирано из оригинала 15. 5. 2011. г. Приступљено 2. 5. 2014.
- Bryant, Howard (2010). The Last Hero: A Life of Henry Aaron (1st изд.). New York: Pantheon Books. ISBN 978-0-375-42485-4.
- Candee, Marjorie Dent, ур. (1958). „Aaron, Henry (Louis)”. Current Biography Yearbook (19th annual cumulation: 1958 изд.). New York: H. W. Wilson Company. стр. 2—4.
- Gimbel, Mike (15. 8. 2007). „Hank Aaron praises Barry Bonds for home run record”. Workers World commentary. Архивирано из оригинала 11. 01. 2011. г. Приступљено 08. 12. 2019.
- Grizzard, Lewis (1990). If I Ever Get Back to Georgia, I'm Gonna Nail My Feet to the Ground. New York: Ballantine Books. ISBN 978-0394587257.
- Hiestand, Michael (26. 3. 2013). „Craig Sager's backstory more colorful than his clothes”. USA Today. Архивирано из оригинала 26. 4. 2014. г. Приступљено 2. 5. 2014.
- Hoiberg, Dale H., ур. (2010). „Aaron, Hank”. Encyclopædia Britannica. I: A-Ak – Bayes (15th изд.). Chicago, Illinois: Encyclopædia Britannica, Inc. ISBN 978-1-59339-837-8.
- Honig, Donald (2000). „Batting Around” (PDF). NINE: A Journal of Baseball History and Culture. Muse.jhu.edu. 9 (1 & 2): 284—292. doi:10.1353/nin.2001.0024. Приступљено 2. 5. 2014.
- Inabinett, Mark (19. 7. 2013). „Police recover both of Hank Aaron's stolen cars after Atlanta home burglarized”. al.com. Alabama Media Group. Архивирано из оригинала 13. 4. 2014. г. Приступљено 5. 5. 2014.
- „Our Board of Selectors”. Jefferson Awards Foundation. 2013. Архивирано из оригинала 22. 08. 2014. г. Приступљено 5. 5. 2014.
- Johnson, Bill (2013). „Hank Aaron”. SABR Bioproject. Society for American Baseball Research. Приступљено 1. 5. 2014.
- Johnson, Steve (2013). „Hank Aaron: Early Years”. angelfire.com. Архивирано из оригинала 28. 06. 2011. г. Приступљено 2. 5. 2014.
- Jordan, Pat (2005) [1975]. A False Spring. New York: Bison Books. ISBN 978-0803276260.
- Justice, Richard (8. 4. 2014). „Milo Hamilton made Hank Aaron's homer itself star of No. 715 call”. Braves.com. Приступљено 13. 5. 2014.
- Leggett, William (28. 5. 1973). „A Tortured Road to 715”. Sports Illustrated. Chicago, Illinois: Time Inc.: 28—35.
- Messina, Paul (2011). „Presidential Citizens Medal”. Raised by TV. Архивирано из оригинала 13. 04. 2014. г. Приступљено 5. 5. 2014.
- Minter, A. Binford (2002). „Hank Aaron (b. 1934)”. New Georgia Encyclopedia. University of Georgia Press. Архивирано из оригинала 7. 5. 2007. г. Приступљено 2. 5. 2014.
- Musick, Phil (1974). Hank Aaron, The Man Who Beat the Babe (1st изд.). Popular Library. ASIN B0006W2Y7E.
- naacp.com (2013). „Spingarn Medal Winners: 1915 to Today”. naacp.org. Архивирано из оригинала 2. 8. 2014. г. Приступљено 5. 5. 2014.
- National Baseball Hall of Fame and Museum (2013). „Overview: Guide to Exhibits”. baseballhall.org. Архивирано из оригинала 14. 12. 2010. г. Приступљено 5. 5. 2014.
- Nemec, David (1994). Players of Cooperstown: Baseball's Hall of Fame. Cooperstown, New York: Publications International. ISBN 978-0785308768.
- Northrup, Adrian (23. 10. 2006). „Aaron joins Doyle in campaign stop”. The Spectator. Spectatornews.com. Архивирано из оригинала 02. 10. 2013. г. Приступљено 5. 5. 2014.
- Office of the Press Secretary (2002). „President Bush Announces the Recipients of the Presidential Medal of Freedom”. White House. Архивирано из оригинала 27. 10. 2011. г. Приступљено 5. 5. 2014.
- Poling, Dean (5. 9. 2010). „Hank Aaron Reunites with Valdosta Man who Followed him onto Field”. Valdosta Daily Times. Community Newspaper Holdings, Inc. Архивирано из оригинала 8. 9. 2010. г. Приступљено 2. 5. 2014.
- Pollock, Alan J. (2006).  Riley, James A., ур. Barnstorming to Heaven: Syd Pollock and His Great Black Teams. University Alabama Press. ISBN 9780817314958.
- Porter, David L., ур. (2000). Biographical Dictionary of American Sports: Baseball, Revised and Expanded Edition. 1: A-F (Revised изд.). Westport, Connecticut: Greenwood. ISBN 978-0313311741. Приступљено 20. 11. 2013.
- Robinson, Jr., Alonford James (1999). „Aaron, Henry Louis (Hank)”.  Ур.: Appiah, Kwame Anthony; Gates, Jr., Henry Louis. Africana: The Encyclopedia of the African and African American Experience. New York: Basic Civitas Books. ISBN 978-0-465-00071-5.
- Schulz, Charles M. (2009). The Complete Peanuts, 1973–1974. Seattle, WA: Fantagraphics. ISBN 978-1606992869.
- Schwartz, Larry (1999). „Hammerin' back at racism”. ESPN Classic. Архивирано из оригинала 18. 11. 2010. г. Приступљено 2. 5. 2014.
- Schwarz, Alan; Thorn, John (2004). „From Babe to Mel – The Top 100 People in Baseball History”. Hank Aaron. Total Baseball: The Ultimate Baseball Encyclopedia. Wilmington, Delaware: Sport Media Publishing Inc. стр. 818—820. ISBN 978-1-894963-27-5.
- Spencer, Lauren (2002). Hank Aaron. Baseball Hall of Famers. New York: Rosen Central. ISBN 978-0823936007.
- Stanton, Tom (2005). Hank Aaron and the Home Run That Changed America. New York: Perennial Currents. ISBN 978-0-06-072290-6.
- The Sporting News (2011). „Hank Aaron Timeline”. sportingnews.com. The Sporting News. Архивирано из оригинала 22. 6. 2010. г. Приступљено 1. 2. 2007.
- Van Brimmer, Adam (14. 2. 2010). „Ted Turner, Hank Aaron influenced each other as well as Georgia”. Savannah Morning News. savannahnow.com. Архивирано из оригинала 17. 9. 2014. г. Приступљено 5. 5. 2014.
- Vascellaro, Charlie (2005). Hank Aaron: A Biography. Baseball's All-Time Greatest Hitters. Westport, Connecticut: Greenwood Publishing Group. ISBN 978-0-313-33001-8.
- Wisconsin Sports Development Corporation (2013). „Wisconsin Athletic Hall of Fame Members by Year”. Sports in Wisconsin. Архивирано из оригинала 23. 12. 2010. г. Приступљено 5. 5. 2014.
- Wolpin, Stewart (1990). „Hank Aaron”.  Ур.: Shatzkin, Mike. The Ballplayers: Baseball's Ultimate Biographical Reference. New York: Arbor House William Morrow. стр. 1–2. ISBN 978-0-87795-984-7.
- Young, Geisler (2013). „Al Downing Stats”. Baseball Almanac. Приступљено 21. 11. 2013.
- Yuhasz, Dennis (2005). „Hank Aaron Biography”. Baseball Almanac.

## Spoljašnje veze
- Henk Aron на веб-сајту  (језик: енглески)
- Henk Aron на веб-сајту  (језик: енглески)
- Henk Aron на веб-сајту  (језик: енглески)